# Khajagal, Hungund
Khajagal là một làng thuộc tehsil Hungund, huyện Bagalkot, bang Karnataka, Ấn Độ.